# Nanshin-ron

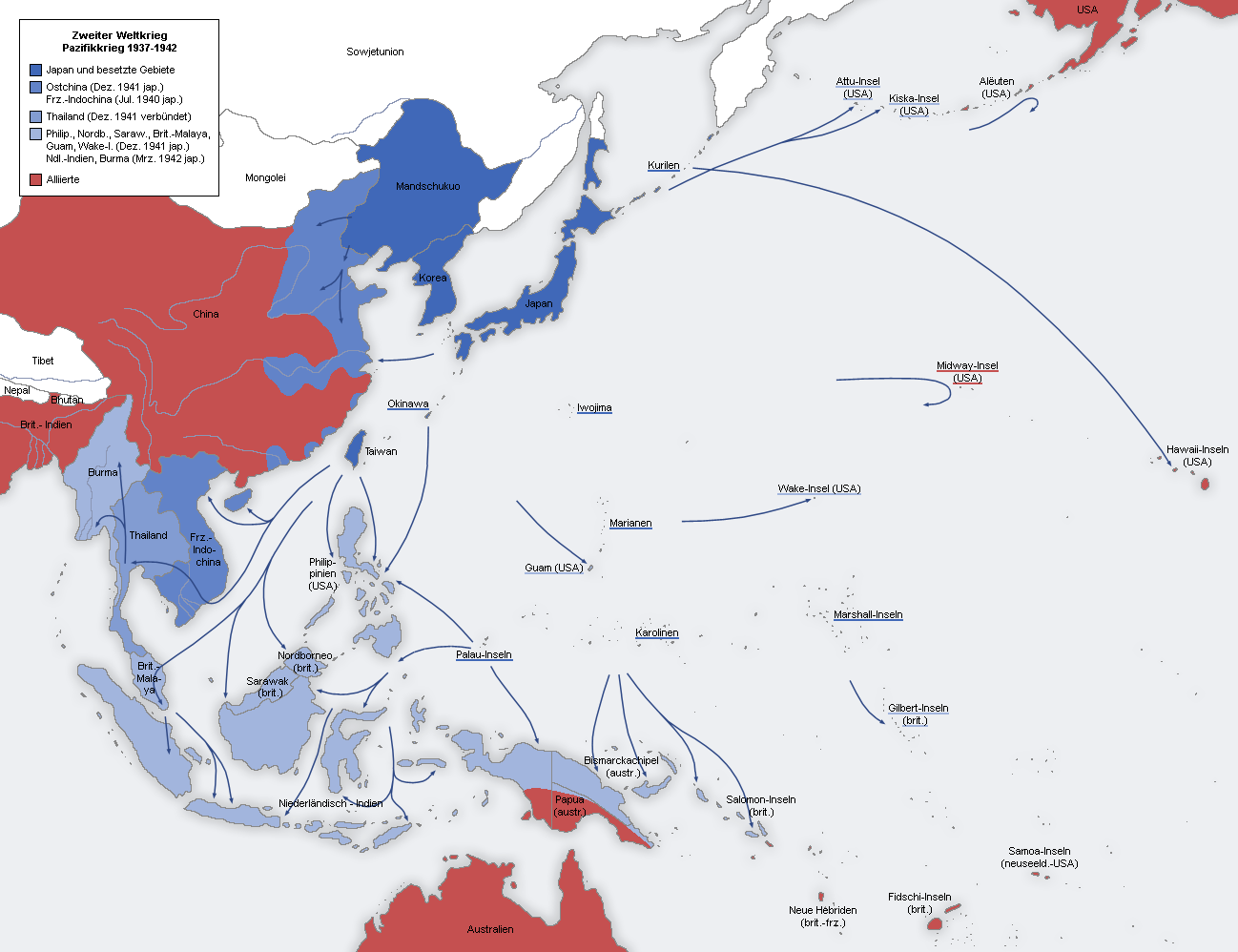
Mappa con le direttrici dell'espansione giapponese a Sud secondo la teoria del Nanshin-ron.

La dottrina dell'espansione a Sud (南進論?, Nanshin-ron) era una teoria politico-strategica sorta nell'Impero giapponese nel periodo tra le due guerre mondiali che affermava che il Sud-Est asiatico e le Isole del Pacifico erano regioni geografiche da comprendere nella sfera d'interesse del Giappone e che il valore potenziale dell'espansione economica e territoriale in queste aree fosse molto maggiore di altri programma imperialistici aggressivi.
Questa teoria politica era diametralmente opposta alla "dottrina di espansione a Nord" (北進論?, Hokushin-ron) fortemente supportata da ambienti dell'Esercito imperiale giapponese che affermava invece che l'espansione nipponica avrebbe dovuto concentrarsi sulla Manciuria e sulla Siberia. La sconfitta militare contro l'Armata Rossa sovietica nel cosiddetto incidente di Nomonhan del settembre 1939, l'andamento deludente della seconda guerra sino-giapponese e le posizioni negative verso l'espansionismo giapponese, assunte dalla potenze occidentali, in particolare gli Stati Uniti d'America, favorirono l'adozione da parte dei dirigenti politico-militari dell'impero, della "Dottrina dell'espansione a Sud" con l'obiettivo di conquistare le regioni del Sud-Est asiatico, ricche di risorse economiche e strategicamente decisive per neutralizzare la minaccia delle forze armate delle potenze occidentali. 
Questa dottrina strategica venne quindi applicata dalle forze armate giapponesi al momento dell'entrata dell'Impero nella seconda guerra mondiale nel dicembre 1941.

## Le origini nel periodo Meiji
La "dottrina dell'espansione a Sud" inizialmente rimase un concetto generale abbastanza vagamente definito; probabilmente esso ebbe origine negli anni finali del periodo Edo, quando i capi della restaurazione Meiji ritennero che anche il Giappone dovesse seguire una politica imperialistica in emulazione della potenze europee, attraverso la quale raggiungere uno status di parità con le nazioni dell'Occidente]. Mentre le potenze imperialistiche europee rivendicavano minacciosamente territori asiatici sempre più vicini alle isole del Giappone, la "dottrina dell'espansione a Sud" assunse un ruolo sempre più importante all'interno della politica e della diplomazia nipponica del periodo iniziale dell'era Meiji.

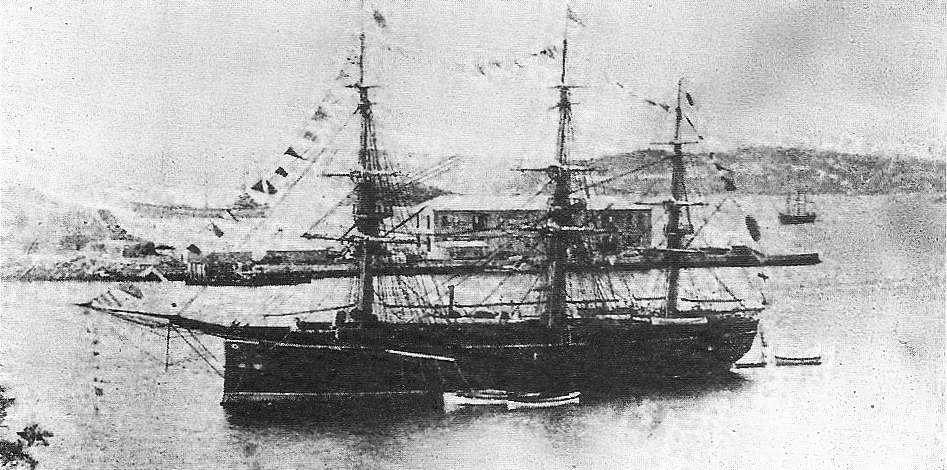
La corazzata a vapore Ryūjō, nave ammiraglia della Marina imperiale giapponese nella spedizione di Taiwan del 1874.

Nelle sue fasi iniziali, la "dottrina dell'espansione a sud" si concentrò principalmente sul Sud-Est asiatico. La grande maggioranza di emigranti giapponesi in questa regione geografica all'inizio del periodo Meiji, erano le cosiddette Karayuki-san, che lavoravano nei bordelli della Malesia britannica, Singapore, Filippine, Indie orientali olandesi, e Indocina francese. All'inizio del XX secolo tuttavia, le compagnie commerciali giapponesi iniziarono ad essere presenti nell'attività economica della regione e il Ministero degli esteri del Giappone aprì consolati a Manila (1888), Singapore (1889) e Batavia (1909). Le comunità di emigranti giapponesi attive nel commercio aumentarono di numero in molte aree della regione e grandi risorse finanziarie giapponesi furono investite nelle piantagioni di gomma, copra e canapa presenti in Malesia, Mindanao e Filippine meridionali.
L'industrializzazione crescente del Giappone rese evidente la dipendenza, e quindi la vulnerabilità, dell'Impero, dalle forniture delle materie prime essenziali provenienti da territori stranieri al di fuori del controllo diretto nipponico. La necessità di promuovere gli scambi commerciali, di proteggere le rotte marittime e d'incoraggiare ufficialmente l'emigrazione al fine di ridurre il sovrappopolamento del Giappone, richiese inoltre il potenziamento della Marina imperiale giapponese che avrebbe costituito la forza militare in grado di proiettare la sua potenza per proteggere gli interessi nazionali all'estero in caso di fallimento della diplomazia.

## Espansione fino alla Prima guerra mondiale
L'annessione formale e l'incorporazione delle isole Bonin e di Formosa nell'Impero giapponese a seguito della spedizione del 1874 possono essere considerate come il primo passo dell'applicazione concreata della "Dottrina d'espansione verso sud".
Fu la prima guerra mondiale tuttavia che ebbe una profonda influenza sulla "Dottrina d'espansione verso sud"; il Giappone fu in grado di occupare le vaste regioni dell'oceano Pacifico in precedenza controllate dalla Germania imperiale; le isole Caroline, le isole Marianne e le isole Palau vennero facilmente occupate dalla Marina imperiale. Nel 1919, alla conclusione della pace dopo la sconfitta della Germania, questi gruppi di isole strategiche divennero ufficialmente un Mandato della Società delle Nazioni al Giappone e passarono sotto l'amministrazione della Marina imperiale; gli obiettivi del Nanshin-ron si allargarono fino ad includere il controllo di questi gruppi di isole il cui sviluppo economico e militare venne ritenuto essenziale per la sicurezza strategica del Giappone.

## Sviluppi teorici
I pensatori e gli scrittori nazionalisti dell'era Meiji avevano già evidenziato le relazioni esistenti tra il Giappone e la regione del Pacifico fin dalla navigazione commerciale delle navi Shuinsen nel XVII secolo e l'immigrazione e la formazione di colonie giapponesi (le nihonmachi) nel corso del periodo precedente la politica dell'isolamento seguita dal bakufu dello shogunato Tokugawa. Alcuni ricercatori erano giunti al punto di tentare di trovare le prove archeologiche o antropologiche di un collegamento razziale tra i giapponesi del sud dell'isola di Kyūshū (Kumaso) e le popolazioni delle isole del Pacifico. 
Negli anni venti e trenta del XX secolo la "dottrina dell'espansione a sud" ottenne sempre maggiore influenza grazie soprattutto agli sforzi teorici del cosiddetto "gruppo aeronavale del sud" della Marina imperiale, un laboratorio di idee strategiche formatosi all'interno della Università imperiale Taihoku. Molti dei professori dell'università erano ufficiali in servizio attivo o vecchi ufficiali in ritiro della marina che avevano avuto esperienza diretta nei territori del Pacifico; l'Università Taihoku pubblicò numerosi studi in cui venivano enfatizzati i presunti vantaggi derivanti da investimenti giapponesi e dal possesso diretto sotto il controllo della Marina imperiale di quei territori.
La fazione della Marina imperiale contraria alle clausole del Trattato di Londra (han-johaku ha) organizzò un "Comitato di studi politici sui mari del sud" (Tai Nan-yo Hosaku Kenkyu-kai) per studiare approfonditamente le strategie militari e di espansione economica in collaborazione con il Ministero degli affari coloniali (Takumu-sho); in questi studi si sottolineava l'importanza militari di Formosa e delle isole della Micronesia come basi avanzate per un'ulteriore espansione economico-politica verso sud.

## Espansione economica
Contemporaneamente all'analisi dottrinale della politica imperiale, i dirigenti giapponesi avevano intrapreso un vasto programma di espansione e sfruttamento economico dei nuovi territori. Nel 1920 il Ministero degli esteri convocò la Nan-yo Boeki kaigi (" Conferenza sul commercio nei mari del sud"), per promuovere lo sviluppo delle relazioni commerciali nei mari del sud e pubblicò nel 1928 lo studio Boeki Kigyo oyobi Imin yori mitaru Nan'yo ("I mari del sud nel commercio e nell'emigrazione"); in questo periodo apparve per la prima volta l'espressione Nan-yo Kokusaku, ovvero "politica nazionale verso i mari del sud".
Il governo giapponese supportò numerose società private tra cui la Nan'yo Takushoku Kabushiki Kaisha ("Società di colonizzazione dei mari del sud"), la Nanyo Kohatsu Kabushiki Kaisha ("Società di sviluppo dei mari del sud"), la Nan yo Kyokai ("Società dei mari del sud") ed altre, con fondi privati e pubblici per sviluppare l'industira delle miniere di fosfati e la coltivazione di canna da zucchero e noci di cocco nelle isole e per sostenere materialmente gli emigranti. Inoltre alcune società giapponesi furono costituite a Rabaul, in Nuova Caledonia, alle isole Figi e alle Nuove Ebridi nel 1932, mentre nel 1935 si formò un'altra società nipponica a Tonga.
I successi della Marina imperiale nello sviluppo economico di Formosa e dei mandati del Pacifico per mezzo di un'alleanza strategica tra gli ufficiali, i tecnocrati, i capitalisti e gli intellettuali sia della sinistra come della destra politica, contrastava fortemente con i ripetuti fallimenti dell'Esercito imperiale sul continente asiatico, in particolare in Cina.

## Militarizzazione delle colonie

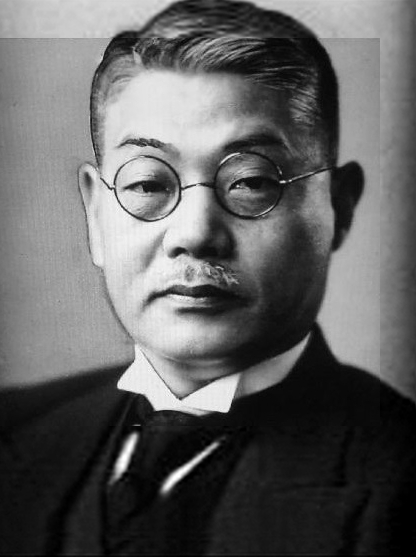
Hachirō Arita, ministro degli esteri nel governo Konoe.

Il Trattato navale di Washington aveva stabilito la limitazione delle dimensioni della Marina imperiale giapponese e aveva contemporaneamente proibito esplicitamente la costituzione di nuove basi e fortificazioni militari nei territori delle colonie d'oltre mare. Nonostante questi precisi divieti, negli anni venti, il Giappone aveva già cominciato la costruzione segreta di fortificazioni a Palau, Tinian e Saipan, nelle isole Marianne.
Per sfuggire alla sorveglianza delle potenze occidentali, queste fortificazioni furono camuffate come strutture protettive per le coltivazioni tropicali di noci di cocco e canna da zucchero e la Nan'yo Kohatsu Kaisha ("Società di sviluppo dei mari del sud") assunse la responsabilità delle costruzioni e della cooperazione con la Marina imperiale. Queste costruzioni militari furono ulteriormente intensificate dopo le ancor più restrittive clausole del Trattato navale di Londra del 1930, mentre la crescente importanza assunta dall'aviazione militare indusse i dirigenti nipponici a considerare le isole della Micronesia di grande valore strategico come una catena di "portaerei inaffondabili" poste a protezione del Giappone, e utili basi di operazione per campagne militari di espansione nel Pacifico sud-occidentale. 
La Marina imperiale iniziò anche a considerare l'importanza strategica di Papua e Nuova Guinea per l'Australia, consapevole che l'annessione australiana di questi territori era motivata in gran parte dal tentativo di assicurarsi importanti linee difensive di protezione periferica per l'Australia.

## Adozione delNanshin-roncome politica nazionale dell'Impero giapponese
La "dottrina dell'espansione verso sud" venne ufficialmente adottata come politica nazionale dell'Impero con la promulgazione del documento Toa tibia Shitsujo ("Nuovo ordine nell'Asia dell'est") a partire dal 1936 con la cosiddetta "Conferenza dei cinque", alla presenza del Primo ministro, il ministro degli esteri, il ministro delle finanze e i ministri della marina e dell'esercito; in questa occasione si decise in teoria a favore di un'espansione pacifica verso sud.

L'area geografica compresa nella cosiddetta Sfera di co-prosperità della Grande Asia orientale.

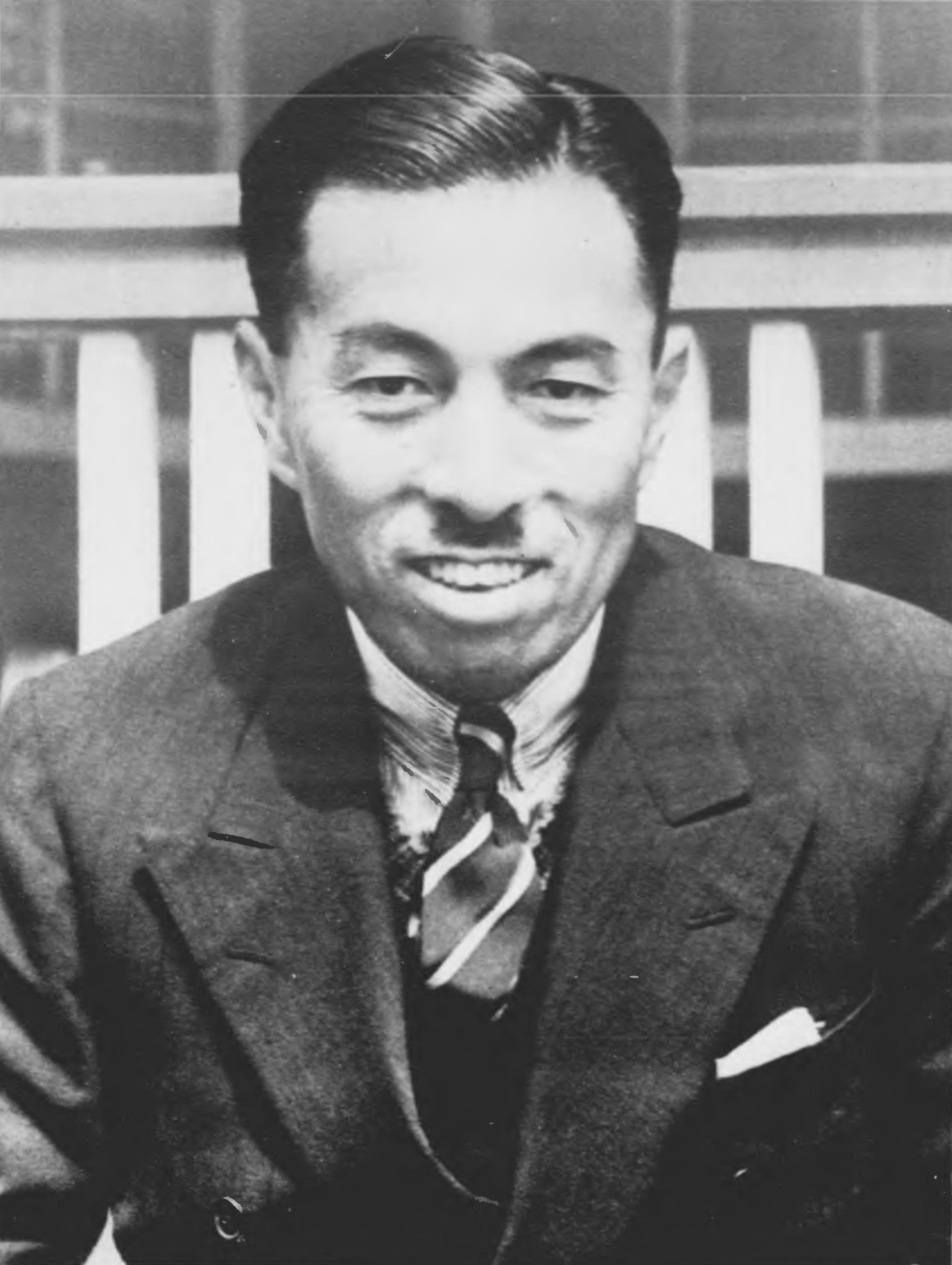
Fumimaro Konoe; sotto il suo governo venne proclamata ufficialmente la politica della Sfera di co-prosperità.

Negli anni precedenti la seconda guerra mondiale, la dottrina del Nanshin-ron entrò in pratica a far par della teoria politico-economica della cosiddetta Sfera di co-prosperità della Grande Asia orientale (大東亞共榮圏?, Dai-tō-a Kyōeiken), proclamata ufficialmente dal Primo ministro Fumimaro Konoe nel luglio 1940. Le regioni del Sud-Est asiatico ricche di risorse naturali, avrebbero dovuto fornite le materie prime essenziali per l'industria del Giappone e l'oceano Pacifico sarebbe divenuto un "lago giapponese". I programmi di espansione del Primo ministro ufficialmente non prevedevano azioni militari ma avrebbero dovuto essere applicati pacificamente, ma in realtà il Giappone si stava avviando verso un imperialismo aggressivo esterno e un nazionalismo repressivo all'interno. Mentre i diversi partiti politici erano sciolti e veniva costituito un movimento unitario denominato "Associazione di sostegno al governo imperiale", il 27 luglio 1940 in una nuova riunione di collegamento venne analizzata approfonditamente la politica estera dell'Impero e si giunse alla conclusione di rafforzare i legami con le potenze totalitarie europee, Germania nazista e Italia fascista e di concludere a tutti i costi il cosiddetto "incidente cinese", in corso dal 1937, mediante l'espansione verso il sud e il sud-est in contrapposizione alla Gran Bretagna e alla Francia, ma cercando di salvaguardare i rapporti con gli Stati Uniti.
In seguito alle vicende della guerra in Europa, nel settembre 1940 il Giappone occupò la regione del Tonchino dell'Indocina francese e in novembre venne costituito dal ministero degli esteri un "Ufficio per le isole del Pacifico" (Nan'yo Kyoku). L'entrata dell'Impero nella seconda guerra mondiale, il 7 dicembre 1941, fu caratterizzata dall'applicazione concreta della "dottrina dell'espansione a sud" con l'occupazione militare di gran parte dei territori coloniali delle potenze occidentali. Per amministrare le vastissime regioni occupate con relativa facilità venne organizzato nel novembre 1942 un Ministero della Grande Asia orientale, mentre si tenne a Tokyo nel 1943 un'importante "Conferenza della Grande Asia orientale" con la partecipazione di politici locali favorevoli ai piani giapponesi di integrazione sotto il predominio nipponico delle ex-colonie occidentali. Durante la guerra la gran parte degli sforzi diplomatici del Giappone si concentrò sul Sud-Est asiatico e la "dottrina dell'espansione a sud" continuò teoricamente ad essere sostenuta dalle autorità giapponesi fino alla catastrofe finale e alla resa del Giappone nell'estate 1945.